# Johan Plat
Johannes Cornelis Jozef Plat (Purmerend, 26 de febrero de 1987) es un exfutbolista y entrenador de fútbol neerlandés que actualmente dirige al C. D. Castellón de la Segunda División de España.

## Trayectoria

### Como jugador
Plat jugaba de delantero y como jugador formó parte de los equipos del FC Volendam, FC Zwolle, FC Dordrecht, FC Oss, SC Telstar, Hansa Rostock alemán, Roda JC Kerkrade y VV Katwijk.

### Como entrenador
Tras retirarse en 2015 en las filas del VV Katwijk, Plat comenzaría su trayectoria en los banquillos como segundo entrenador de Dick Schreuder en el equipo de Katwijk, permaneciendo durante dos temporadas. En 2018, sería entrenador interino del VV Katwijk.
En la temporada 2018-19, dirige al equipo juvenil del RKAV Volendam.
En la temporada 2019-20, dirige al equipo sub-21 del FC Volendam.
El 18 de noviembre de 2021, firma como segundo entrenador de Dick Schreuder en el PEC Zwolle de la Eerste Divisie, con el que lograría ascender a la Eredivisie.
El 28 de junio de 2023, firma como segundo entrenador de Dick Schreuder en el C.D. Castellón de la Primera Federación, con el que lograría el ascenso a la Segunda División de España.
El 21 de enero de 2025, tras la destitución de Dick Schreuder, Plat fue nombrado entrenador del C.D. Castellón de la Segunda División de España.

## Clubes

### Como entrenador
| Club                          | País         | Año             |
| ----------------------------- | ------------ | --------------- |
| VV Katwijk (2.º entrenador)   | Países Bajos | 2016-2018       |
| VV Katwijk                    | Países Bajos | 2018            |
| RKAV Volendam (juvenil)       | Países Bajos | 2018-2019       |
| FC Volendam (sub-21)          | Países Bajos | 2019-2021       |
| PEC Zwolle (2.º entrenador)   | Países Bajos | 2021-2023       |
| CD Castellón (2.º entrenador) | España       | 2023-2025       |
| CD Castellón                  | España       | 2025-actualidad |

## Palmarés
- 1 Eerste Divisie (2023)